# Nisha Ganatra
Nisha Kumari Ganatra, född 25 juni 1974 i Vancouver i British Columbia, är en kanadensisk-amerikansk filmregissör, manusförfattare, producent och skådespelerska av indisk härkomst. Hon har bland annat regisserat ett flertal TV-serier/TV-program, bland annat Transparent, You Me Her, Better Things och Brooklyn Nine-Nine. Inom filmens värld har hon bland annat varit aktiv på dramakomedierna Late Night (2019) och Våga drömma (The High Note) (2020), och nu senast fantasykomedin Freakier Friday (2025). Under den första säsongen av Transparent arbetade Ganatra som konsulterande producent, för vilket hon år 2015 blev nominerad till en Primetime Emmy Award för bästa komediserie.

## Filmografi (i urval)

### Långfilm
Regissör
- 2019 – Late Night
- 2020 – Våga drömma
- 2025 – Freakier Friday

### TV
| År   | Titel                   | Regissör | Producent             | Noter                          |
| ---- | ----------------------- | -------- | --------------------- | ------------------------------ |
| 2012 | Haven                   | Ja       | Nej                   | 1 avsnitt                      |
| 2012 | Big Time Rush           | Ja       | Nej                   | 1 avsnitt                      |
| 2014 | Transparent             | Ja       | Konsulterande         | 3 avsnitt                      |
| 2015 | The Mindy Project       | Ja       | Nej                   | 1 avsnitt                      |
| 2015 | Mr. Robot               | Ja       | Nej                   | Avsnittet "eps1.3_da3m0ns.mp4" |
| 2015 | Married                 | Ja       | Nej                   | 3 avsnitt                      |
| 2015 | Red Oaks                | Ja       | Nej                   | 2 avsnitt                      |
| 2016 | Shameless               | Ja       | Nej                   | 1 avsnitt                      |
| 2016 | Brooklyn Nine-Nine      | Ja       | Nej                   | 1 avsnitt                      |
| 2016 | You Me Her              | Ja       | Exekutiv (biträdande) | 10 avsnitt                     |
| 2016 | Better Things           | Ja       | Exekutiv (biträdande) | 3 avsnitt                      |
| 2017 | Girls                   | Ja       | Nej                   | 1 avsnitt                      |
| 2017 | Dear White People       | Ja       | Nej                   | 2 avsnitt                      |
| 2017 | Fresh Off the Boat      | Ja       | Nej                   | 1 avsnitt                      |
| 2017 | Future Man              | Ja       | Nej                   | 2 avsnitt                      |
| 2018 | Love                    | Ja       | Nej                   | 2 avsnitt                      |
| 2019 | Black Monday            | Ja       | Nej                   | 1 avsnitt                      |
| 2022 | And Just Like That...   | Ja       | Nej                   | 2 avsnitt                      |
| 2022 | Welcome to Chippendales | Ja       | Nej                   | 2 avsnitt                      |

TV-filmer
| År   | Titel                        | Regissör | Författare | Producent |
| ---- | ---------------------------- | -------- | ---------- | --------- |
| 2008 | The Cheetah Girls: One World | Nej      | Ja         | Nej       |
| 2016 | Center Stage: On Pointe      | Nej      | Ja         | Nej       |